# Szubsk-Towarzystwo
Szubsk-Towarzystwo – kolonia w Polsce położona w województwie łódzkim, w powiecie kutnowskim, w gminie Krośniewice.
W latach 1975–1998 miejscowość administracyjnie należała do województwa płockiego.

## Zabytki
Według rejestru zabytków Narodowego Instytutu Dziedzictwa na listę zabytków wpisane są obiekty:
- zespół dworski, 1 poł. XIX w., nr rej.: 517 z 28.07.1979:
  - dwór
  - park